# 트레드밀

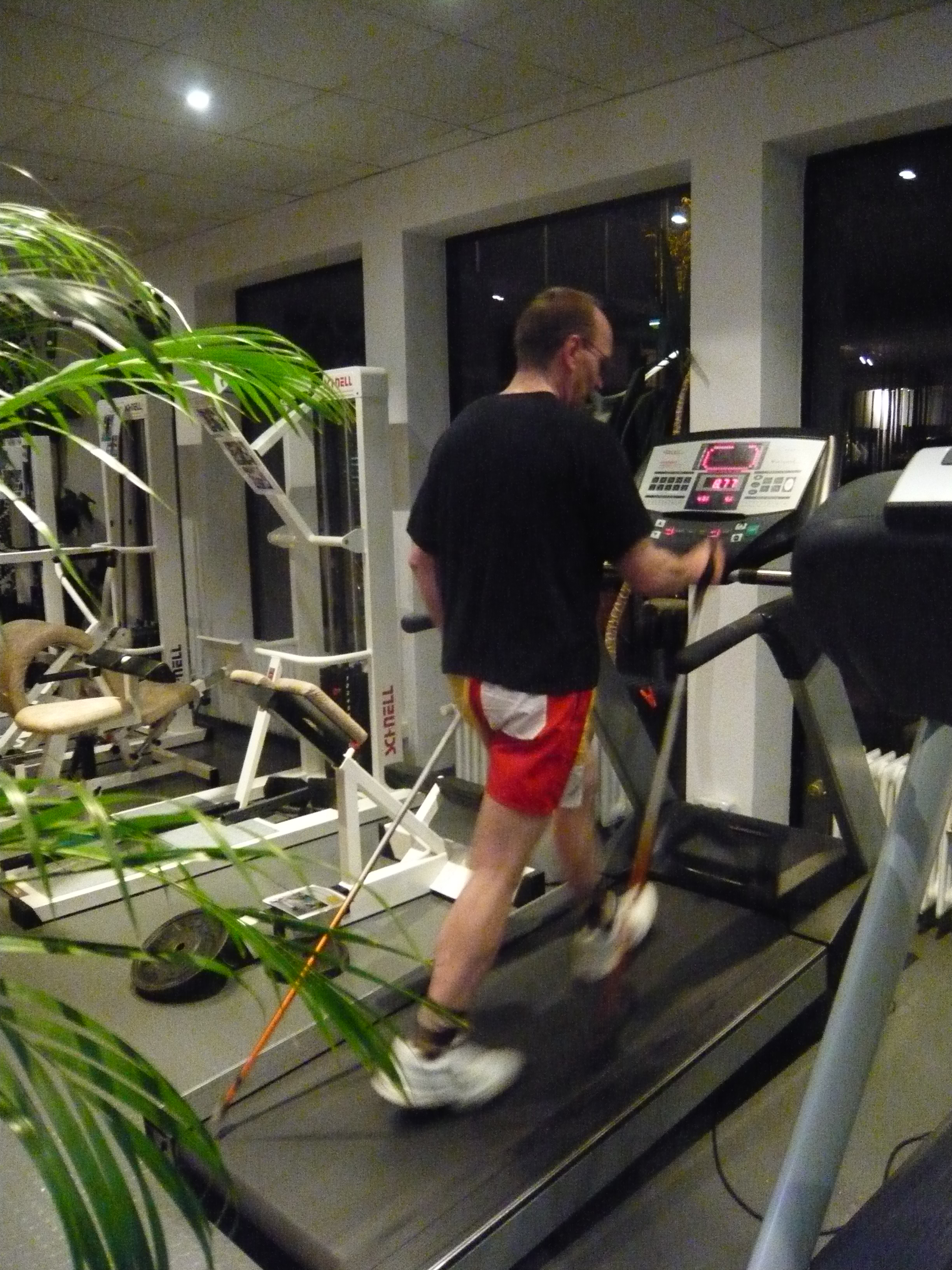
트레드밀로 운동하는 남성.

트레드밀(영어: Treadmill)은 실내에서 달리기와 걷기를 위한 운동 기구이다. '러닝 머신'(영어: running machine)이라고 하면 한국식 영어이다.
미합중국은 트레드밀 (treadmill)이 일반적인 러닝 머신의 용어이고, running machine이라고 하면, 구동중인 기계나 엔진이 연상된다고 한다. 영국의 영어 사전인 옥스포드 사전(Oxford Advanced Learner's Dictionary)에도 treadmill이라는 단어만 수록되어 있으며, running machine이라는 단어는 없다.

## 역사
기계 엔지니어인 윌리엄 스타우브(William Staub)는 가정용 최초의 소비자용 런닝머신을 개발했다. 스타우브는 케네스 H. 쿠퍼(Kenneth H. Cooper)가 쓴 1968년 책 에어로빅스(Aerobics)를 읽은 후 자신의 런닝머신을 개발했다. 쿠퍼의 책에서는 일주일에 4~5회 8분 동안 달리는 사람의 신체 상태가 더 좋아질 것이라고 지적했다. 스타우브는 당시 저렴한 가정용 런닝머신이 없다는 사실을 알아차리고 1960년대 후반에 자신이 사용할 런닝머신을 개발하기로 결정했다. 그는 자신의 첫 번째 런닝머신을 페이스마스터 600(PaceMaster 600)이라고 불렀다. 완성된 후 스타우브는 자신의 프로토타입 런닝머신을 쿠퍼에게 보냈고, 쿠퍼는 피트니스 장비 판매자를 포함하여 이 기계의 첫 번째 고객을 찾았다.
스타우브는 뉴저지주 클리프턴에 있는 자신의 공장에서 최초의 가정용 런닝머신을 생산하기 시작했으며, 이후 뉴저지주 리틀폴스로 생산 시설을 이전했다.

## 같이 보기
- 쳇바퀴